# Kunigunde von Kujawien
Kunigunde (poln. Kunegunda; * um 1295; † 9. April 1333) war eine polnische Prinzessin, Herzogin von Schweidnitz und Sachsen. Sie entstammte dem Adelsgeschlecht der Kujawischen und Schlesischen Piasten und heiratete in die Askanier ein.

## Leben
Kunigunde war eine Tochter des Königs Ladislaus Ellenlang von Polen († 1333) und der Hedwig von Kalisch. 

## Ehe und Familie
1310 heiratete sie Bernhard II. von Schweidnitz. Mit ihm hatte sie die Kinder:
- Bolko II.
- Konstanze von Schweidnitz
- Elisabeth von Schweidnitz
- Heinrich II.
- Beate und zwei weitere namentlich nicht bekannte Kinder

Nach dem Tod ihres ersten Ehemannes im Jahr 1326 heiratete sie um 1329 Rudolf I. von Sachsen-Wittenberg. Kurz nach der zweiten Hochzeit verstarb sie. Aus der zweiten Ehe ging der Sohn Mieszko hervor. Sie wurde in der Franziskanerkirche in Wittenberg bestattet.